# Francis Crozier
Francis Crozier (ur. 17 sierpnia 1796 w Banbridge, zm. po 25 kwietnia 1848) – brytyjski oficer, żeglarz i badacz regionów polarnych.

## Młodość
Francis Rawdon Moira Crozier urodził się w rodzinie George’a i Jane Crozierów w Banbridge w Ulsterze w Irlandii, jako jedenasty z trzynaściorga rodzeństwa. Został nazwany na cześć Francisa Rawdona, 2. hrabiego Moira, przyjaciela ojca. Wstąpił do Royal Navy przed czternastymi urodzinami, 12 czerwca 1810 roku. Służył na HMS „Hamadryad” i od 1812 na HMS „Briton”, pod dowództwem Thomasa Stainesa. Uczestnicząc w wojnie brytyjsko-amerykańskiej, okręt dostał zadanie przechwycenia amerykańskiej fregaty USS „Essex”, co wymagało okrążenia przylądka Horn. „Essex” został w międzyczasie zdobyty i „Briton” wyruszył na Markizy; w drodze powrotnej zawinął na Pitcairn, odkrywając potomków buntowników z HMS „Bounty”. Crozier powrócił do Wielkiej Brytanii po bitwie pod Waterloo. Przez dwa lata jego obowiązki sprowadzały się do patrolowania Tamizy i kanału La Manche, ale w 1818 został matem na HMS „Dotterel”; jedną z jego pierwszych misji było dostarczenie zapasów na Wyspę Świętej Heleny, gdzie zesłany był Napoleon Bonaparte.

## Ekspedycja Parry’ego
W 1821 roku midszypmen Crozier zgłosił się na ochotnika do drugiej arktycznej ekspedycji Williama Edwarda Parry’ego. 8 maja wyprawa wyruszyła na poszukiwanie Przejścia Północno-Zachodniego na okrętach HMSS „Fury” i „Hecla”. Crozier odpowiadał za program naukowy wyprawy, obejmujący pomiary pola magnetycznego i zapoznał się z kanadyjskimi Inuitami. Zlodowacona cieśnina nazwana Fury and Hecla Strait nie pozwoliła jednak okrętom płynąć dalej na zachód i zmusiła do zawrócenia. 8 maja 1824 roku Parry ponownie wyruszył do Arktyki, a Crozier ponownie prowadził pomiary naukowe. Tym razem warunki lodowe w Cieśninie Księcia Regenta nie pozwoliły okrętom przebić się na południe, a w drodze powrotnej stracona została „Fury”, zepchnięta przez lód na mieliznę koło Wyspy Somerset. 2 marca 1826 roku Crozier został mianowany porucznikiem. 4 kwietnia 1827 Parry wyruszył na kolejną wyprawę, mającą na celu zdobycie bieguna północnego. Crozier pomagał w zaopatrzeniu grupy wędrującej po lodzie, po czym powrócił na „Heclę”, by nadzorować program badawczy.

## Ekspedycja Rossa
W 1839 James Clark Ross, z którym Crozier zaprzyjaźnił się podczas wypraw Parry’ego, rozpoczął ekspedycję badawczą dookoła Antarktydy. Crozier został zastępcą dowódcy i kapitanem okrętu HMS „Terror”. Podczas postoju na Tasmanii poznał gubernatora Johna Franklina i zakochał się w jego siostrzenicy Sophii Cracroft, która odrzuciła jego oświadczyny. Wyprawa Rossa i Croziera, rozpoczęta 12 listopada 1840, przyniosła wiele istotnych odkryć geograficznych; odkryto m.in. Lodowiec Szelfowy Rossa i Wyspę Rossa z aktywnym wulkanem Erebus. W następnych latach lód nie pozwalał już dotrzeć tak daleko na południe, ale Crozier prowadził pomiary pola magnetycznego w Antarktyce, Australii i Nowej Zelandii. Wyprawa powróciła do Anglii 4 września 1843. 7 grudnia 1843 roku Crozier został członkiem Royal Society, w uznaniu jego pracy badawczej nad magnetyzmem.

## Ekspedycja Franklina
W 1844 roku do Anglii powrócił Franklin, a Crozier ponownie został odrzucony przez jego siostrzenicę. Crozier został jednak zastępcą Franklina w kolejnej wyprawie do Arktyki. Ponownie przypadło mu też dowodzenie „Terrorem”. „Terror” i „Erebus” wypłynęły z Anglii 19 maja 1845 i zaginęły w Arktyce. Zorganizowane w następnych latach wyprawy poszukiwawcze odnalazły notatkę z 25 kwietnia 1848 roku, podpisaną przez Croziera, z której wynika, że objął dowodzenie po śmierci Franklina 11 czerwca poprzedniego roku. Głodni i chorujący marynarze porzucili uwięzione w lodzie okręty i mieli wędrować na południe, do ujścia rzeki Back; przypuszczalnie Crozier zamierzał zdobyć tam świeże mięso dla głodującej załogi. Wszyscy członkowie wyprawy zginęli, ale szczegóły końca wyprawy nie są znane. Według niepotwierdzonych informacji, jeszcze w latach 1850. Crozier z jednym towarzyszem mogli być widziani żywi przez Inuitów, 400 km dalej na południe.

## Upamiętnienie

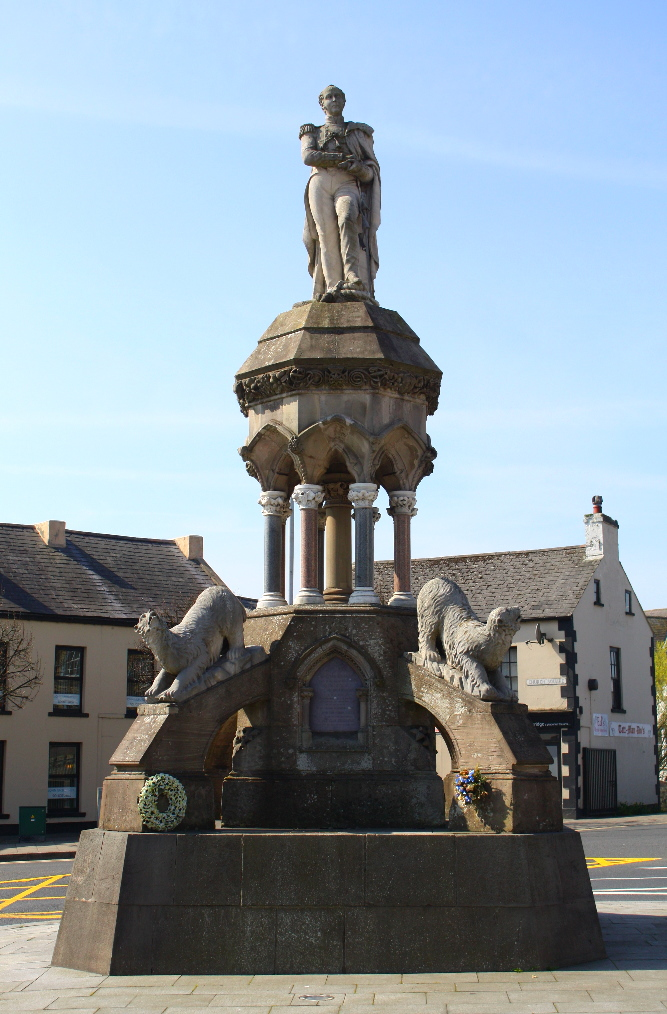
Pomnik Croziera w Banbridge

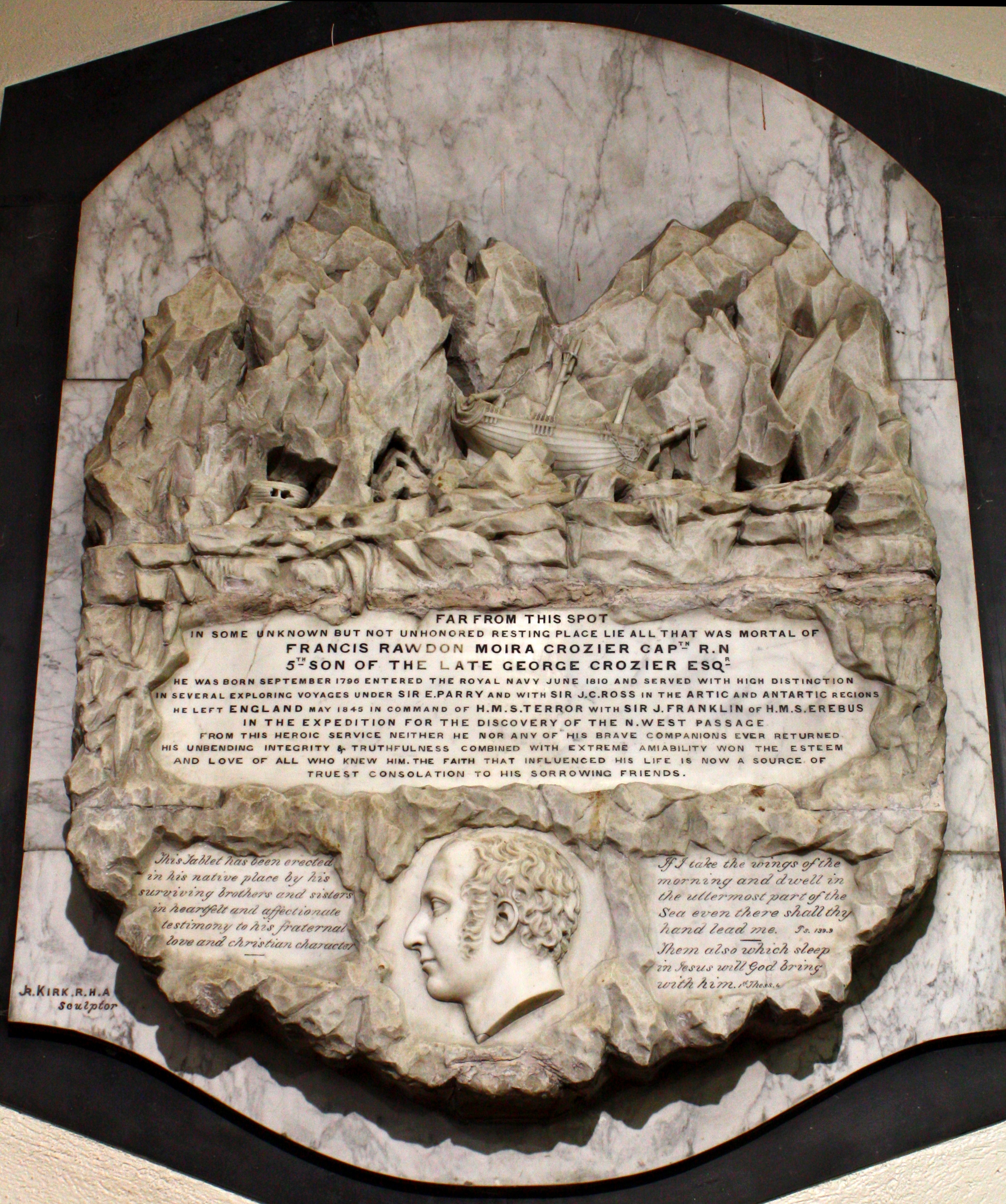
Epitafium ku czci Croziera w kościele w Banbridge

Kilka obiektów geograficznych zostało nazwanych na cześć tego polarnika, wśród nich:
- Crozier Channel (cieśnina w północnej Kanadzie)[7]
- Cape Crozier (przylądek wyspy Rossa, Antarktyka)[3]
- Cape Crozier (przylądek wyspy Króla Williama, północna Kanada)[7]
- Crozier Strait (północna Kanada, między wyspami Bathursta i Cornwallisa)[7]
- Crozier (krater księżycowy)[8]